# Svay Rieng Stadium
Das Svay Rieng Stadium (Khmer កីឡដ្ឋាន ខេត្តស្វាយរៀង), auch bekannt als Sports Complex Svay Rieng, befindet sich in der kambodschanischen Provinz Svay Rieng. Es ist die Heimspielstätte des Erstligisten Preah Khan Reach Svay Rieng. Das Stadion hat ein Fassungsvermögen von 3000 Personen. Bei dem 2015 eröffneten Stadion handelt es sich um ein reines Fußballstadion.